# Metaphycus roubali
Metaphycus roubali är en stekelart som beskrevs av Hoffer 1954. Metaphycus roubali ingår i släktet Metaphycus och familjen sköldlussteklar.
Artens utbredningsområde är:
- Tjeckien.
- Slovakien.
- Finland.

Inga underarter finns listade i Catalogue of Life.